# Ridván
Ridván (Árabe:رضوان) é um festival de doze dias da religião Bahá'í, é uma celebração à proclamação de Bahá'u'lláh no Jardim de Ridván ("Paraíso"). Começa no pôr-do-sol de 20 de abril e continua até o por-do-sol de 2 de maio. O trabalho e estudo é suspenso no primeiro dia (21 de abril), nono (29 de abril) e décimo segundo dia (2 de maio).
"Riḍván" significa paraíso, e é nomeado devido ao Jardim de Ridván, localizado em Bagdá onde Bahá'u'lláh permaneceu por doze dias sendo que depois o Império Otomano o exilou de Bagdá para Constantinopla.
É o festival Bahá'í mais sagrado, e também é referido como "O Festival Mais Grandioso" e o "Rei dos Festivais".